# Christus-Erlöser-Kirche (Olsztyn)
Die Christus-Erlöser-Kirche in Olsztyn (deutsch Allenstein) ist ein neugotischer Ziegelbau aus dem Ende des 19. Jahrhunderts. Seit seiner Errichtung ist es ein evangelisches Gotteshaus, bis 1945 der Kirchenprovinz Ostpreußen der Kirche der Altpreußischen Union, seither der Diözese Masuren der Evangelisch-Augsburgischen Kirche in Polen zugehörig.

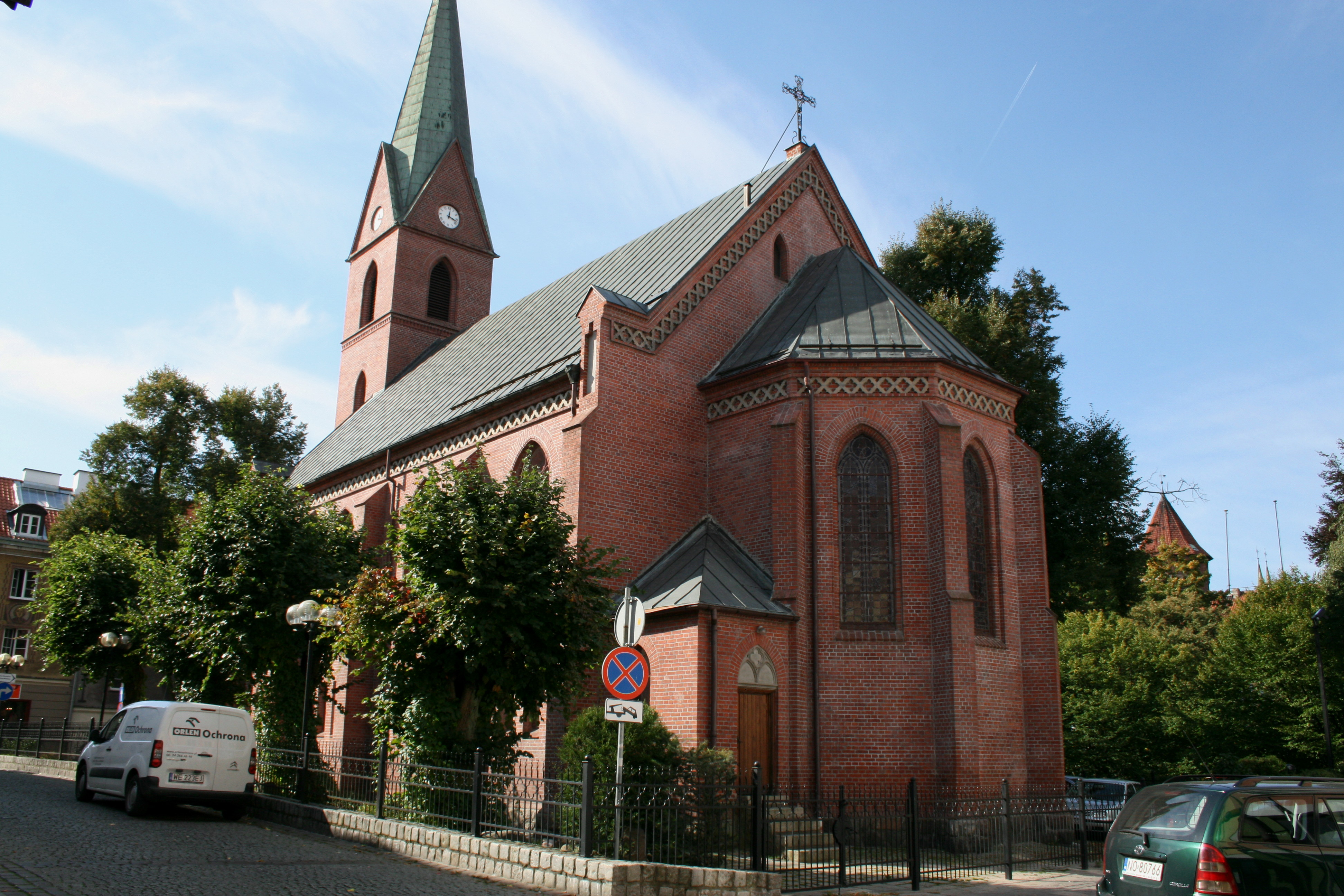
Die Kirche von Südosten mit polygonalem Chorschluss

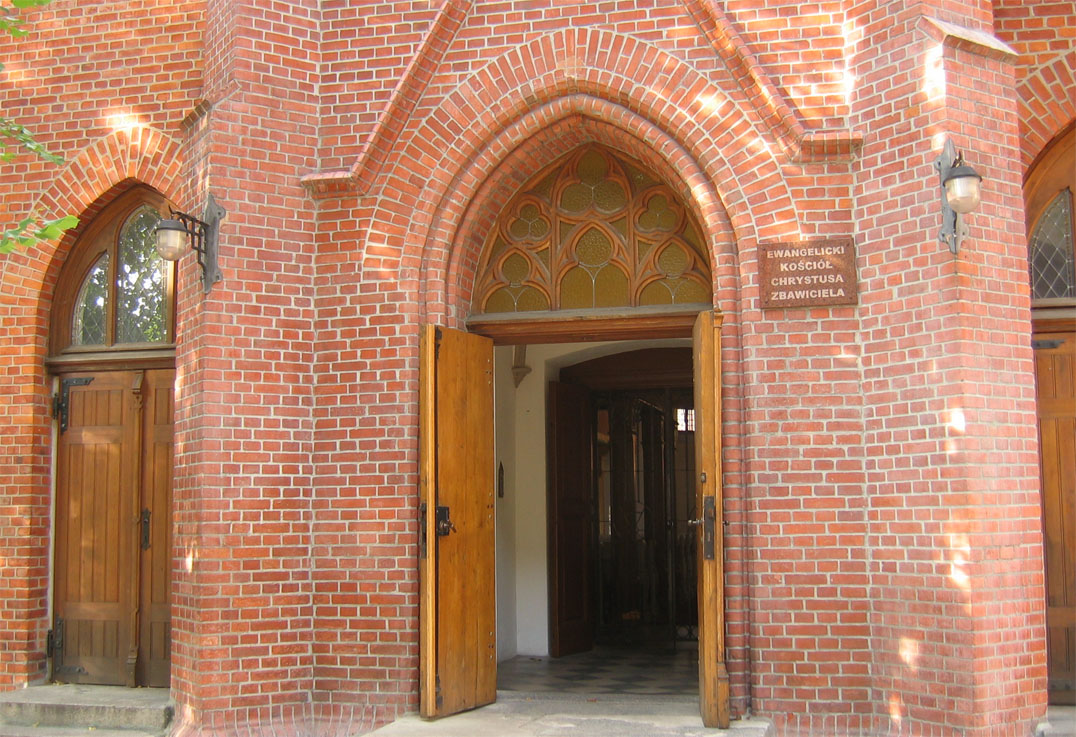
Turmeingangsportal

## Geographische Lage
Olsztyn liegt im Zentrum der Woiwodschaft Ermland-Masuren, deren Hauptstadt sie ist. Im Süden der einstigen Provinz Ostpreußen ist sie inmitten der Allensteiner Seenplatte gelegen. In der Stadt kreuzen sich die drei polnischen Landesstraßen 16, 51 und 53 sowie die Bahnstrecken Olsztyn–Ełk, Toruń–Tschernjachowsk und Działdowo–Olsztyn.
Der Standort der Kirche befindet sich unmittelbar neben der Burg zum Alten Markt hin.

## Kirchengebäude
Bis in die erste Hälfte der 1870er Jahre hatte die evangelische Gemeinde in Allenstein keine eigene Kirche. Die Gottesdienste fanden im nördlichen Flügel der nahe gelegenen Burg statt – in einem von der Stadtverwaltung dazu bereitgestellten Raum. Bereits seit 1828 bemühte man sich um den Bau einer Kirche. 1833 konnte ein freies Grundstück erworben und bei dem Architekten Karl Friedrich Schinkel eine Bauzeichnung in Auftrag gegeben werden. Doch musste man mangels finanzieller Mittel das Projekt aufgeben bzw. in eine ungewisse Zukunft  verschieben.
Im Jahre 1876 endlich war es soweit: am 9. Juni 1876 wurde der Grundstein zur neuen Kirche gelegt. Er bestand aus einem großen Felsblock und liegt genau unter dem Altar. Zwar musste man auf die Schinkelschen Pläne verzichten, doch konnte man entsprechende Entwürfe des Allensteiner Baumeisters Puhlmann realisieren und den Bau in kurzer Zeit vornehmen.
Nach nur eineinhalb Jahren Bauzeit konnte am 15. Oktober 1877 die feierliche Kirchweihe vorgenommen werden. Ein unverputzter Ziegelbau in gotischem Stil mit einem hohen schlanken Turm war entstanden. Der Chor war polygonal geschlossen, und der Innenraum mit ansteigender Decke mit drei Emporen ausgestattet. Die Inneneinrichtung war neugotisch. Die Orgel installierte der Königsberger Orgelbaumeister Max Terletzki. Das Geläut bestand aus drei Glocken.
Schon sehr bald erwies sich das Gebäude als zu klein für die große Zahl der evangelischen Einwohner Allensteins und Umgebung. In jener Zeit waren es etwa 10.000 Gemeindeglieder. Bereits im Jahre 1899 baute man die Kirche um, wobei man ihr die heutige neugotische Form gab. Der Turm maß um 40 Meter, das Kirchenschiff bekam eine Länge von 19 Metern, eine Breite von 12 Metern und eine Höhe von 9 bis 13 Metern. Die Ausstattung war und ist bis heute schlicht. 1992 erhielt die Kirche ein neues Dach, und 1998 erfolgte die Renovierung des Innenraums – bei finanzieller Beteiligung der Heimatkreisgemeinschaft Allenstein in Deutschland.

## Kirchengemeinde

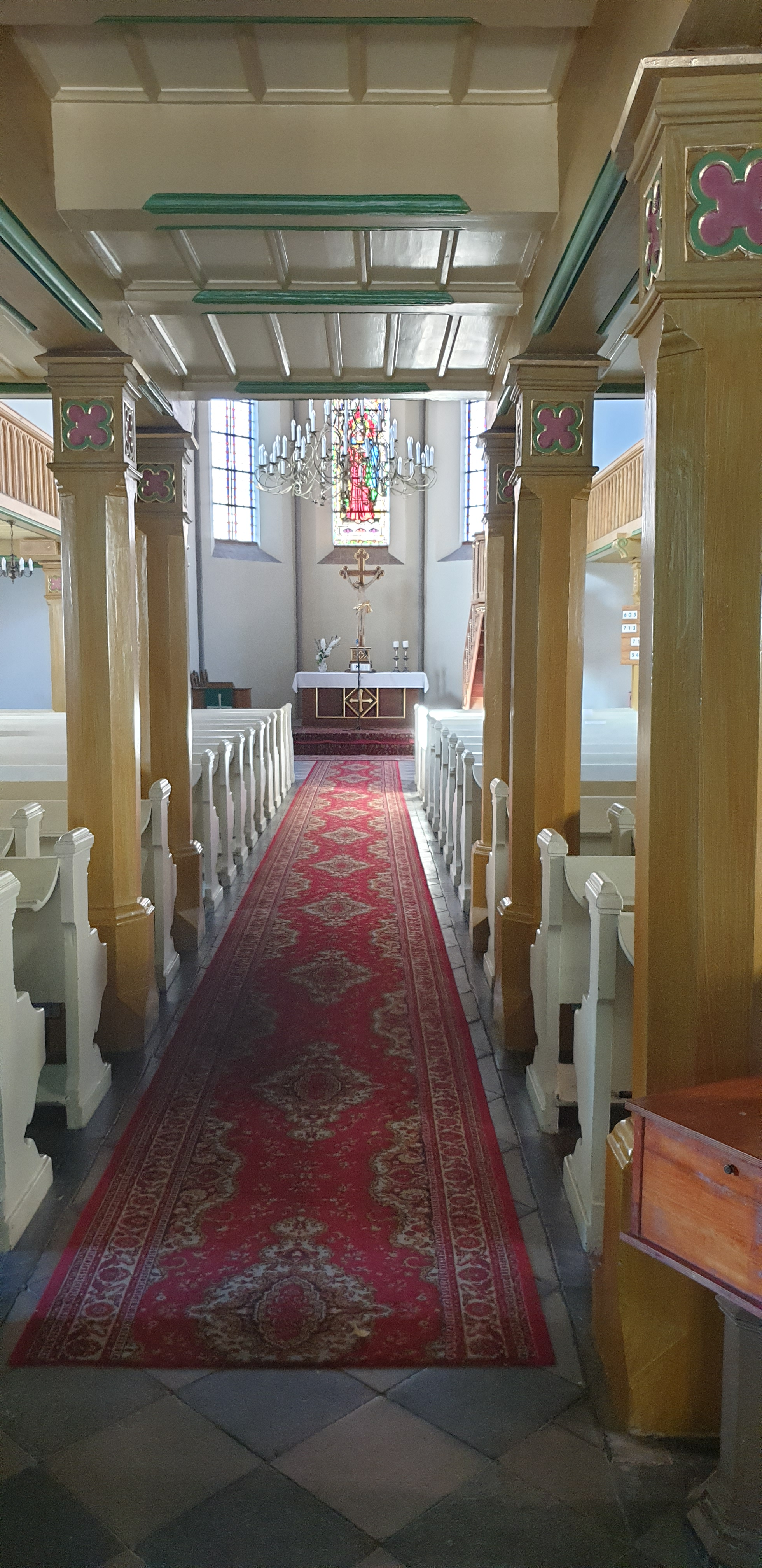
Innenansicht

Eine evangelische Kirchengemeinde entstand in Allenstein erst im Jahre 1793, doch bereits ab 1779 taten hier ein Pfarrer bzw. Katechet ihren Dienst. Bis 1893 war die Gemeinde dem Kirchenkreis Ermland zugeordnet, danach war Allenstein (neben Braunsberg, polnisch Braniewo) Superintendentursitz innerhalb des Kirchenkreises Ermland, der bis 1945 zur Kirchenprovinz Ostpreußen der Kirche der Altpreußischen Union gehörte.
Das Kirchenpatronat oblag den staatlichen Behörden. Die Geistlichen hatten die 1910 erbaute und angemietete Allensteiner Garnisonkirche sowie Kapellen in Allenstein und in Stabigotten (polnisch Stawiguda) mitzuversorgen. Im Jahre 1925 zählte die Gemeinde mit ihrem weitflächigen Kirchspiel mehr als 12.000 Gemeindeglieder, die zuletzt von drei Pfarrern und einem eingesetzten Hilfsprediger gleichzeitig betreut wurden.
Die Kirche überstand die beiden Weltkriege einigermaßen unbeschädigt. Aber Flucht und Vertreibung der einheimischen Bevölkerung brachten nach 1945 das kirchliche Leben der evangelischen Gemeinde in Allenstein nahezu zum Erliegen. In der Stadt und ihrer Region siedelten sich nach und nach polnische Neubürger ein, von denen die meisten katholischer Konfession waren. Aber die wenigen evangelischen Neubürger bauten ein neues Gemeindeleben auf und konnten die Kirche am Alten Markt wieder in Besitz nehmen.
Heute ist Allenstein Sitz der Diözese Masuren der Evangelisch-Augsburgischen Kirche in Polen. Der Pfarrer der Gemeinde ist zugleich der Diözesanbischof, und so ist die Christus-Erlöser-Kirche (den Namen erhielt sie nach 1945) zugleich  Bischofskirche.
Die Gemeinde zählt heute etwa 500 Gemeindeglieder. Mitbetreut wird die Filialgemeinde mit einer Kapelle in Olsztynek (deutsch Hohenstein).

### Kirchspielorte (bis 1945)
Zum Kirchspiel Allenstein gehörten bis 1945 neben der Stadt noch 122 Orte, Ortschaften und Wohnplätze:
| Name                            | Polnischer Name      |  | Name                            | Polnischer Name          |  | Name                                 | Polnischer Name                 |
| ------------------------------- | -------------------- |  | ------------------------------- | ------------------------ |  | ------------------------------------ | ------------------------------- |
| Abstich                         | Łupstych             |  | Kaltfließ mit Kaltfließmühle    | Żurawno mit Młyn Żurawno |  | Pörschkau                            |                                 |
| Allenstein                      | Olsztyn              |  | Karlberg                        | Wojtkowizna              |  | Pupkeim 1938–1945 Tolnicken          | Pupki                           |
| Allenstein- Schloßfreiheit      |                      |  | Kellaren                        | Kielary                  |  | Quidlitz                             | Silice                          |
| Alt Allenstein                  | Stary Olsztyn        |  | Kerrey, Forst                   | Kieruj                   |  | Redigkainen                          | Redykajny                       |
| Alt Kockendorf                  | Stare Kawkowo        |  | Klaukendorf                     | Klewki                   |  | Rentienen                            | Rentyny                         |
| Alt Schöneberg mit Trojahnmühle | Wrzesina mit Trojan  |  | Klein Bertung                   | Bartążek                 |  | Reußen                               | Ruś                             |
| Althof                          | Stary Dwór           |  | Klein Buchwalde                 |                          |  | Rosenau                              | Różnowo                         |
| Augustthal                      | Augustówka           |  | Klein Kleeberg                  | Klebark Mały             |  | Rosgitten                            | Rozgity                         |
| Ballingen                       | Bałąg                |  | Klein Purden                    | Purdka                   |  | Rykowitz 1938–1945 Rickenhof         | Rykowiec                        |
| Barwienen                       | Barwiny              |  | Klein Trinkhaus                 | Trękusek                 |  | Salbken                              | Zalbki                          |
| Bergfriede                      | Barkweda             |  | Klein Warkallen                 |                          |  | Schattens                            | Szatanki                        |
| Bogdainen mit: Klein Sapuhnen   | Bogdany mit: Sapunki |  | Kolpacken 1938–1945 Kleinpuppen | Kołpaki                  |  | Schaustern                           | Szałstry                        |
| Braunswalde                     | Brąswałd             |  | Kortau                          | Kortowo                  |  | Schillamühle                         | Siła                            |
| Damerau, Wpl.                   |                      |  | Köslienen                       | Kieźliny                 |  | Schillings                           | Szelągowo                       |
| Deuthen                         | Dajtki               |  | Kranz                           | Kręsk                    |  | Schönbrück                           | Sząbruk                         |
| Dietrichswalde                  | Gietrzwałd           |  | Kudippen                        | Kudypy                   |  | Schönfelde                           | Unieszewo                       |
| Diwitten                        | Dywity               |  | Labens 1938–1945 Gulben         | Łabędź                   |  | Schönwalde                           | Szczęsne                        |
| Dongen                          | Dągi                 |  | Leynau 1938–1945 Leinau         | Linowo                   |  | Skaibotten                           | Skajboty                        |
| Dorothowo 1913–1945 Darethen    | Dorotowo             |  | Leyßen 1938–1945 Leissen        | Łajsy                    |  | Sophienhof                           | Zofijówka                       |
| Elisenhof                       | Ostrzeszewo          |  | Lykusen 1938–1945 Likusen       | Likusy                   |  | Mühle Soyka                          | Sójka                           |
| Ernestinenhöhe                  | Biedówko             |  | Mauden                          | Majdy                    |  | Spiegelberg                          | Spręcowo                        |
| Fittigsdorf                     | Wójtowo              |  | Mertensdorf                     | Marcinkowo               |  | Stabigotten mit Stabigotten, Forst   | Stawiguda mit Stawiguda (Osada) |
| Freimühle                       | Mogiła               |  | Micken                          | Myki                     |  | Stärkenthal                          | Starkowo                        |
| Ganglau                         | Gągławki             |  | Mniodowko 1908–1945 Honigswalde | Miodówko                 |  | Steinberg, Forst                     | Łomy                            |
| Gedaithen                       | Giedajty             |  | Mondtken                        | Mątki                    |  | Stenkienen                           | Stękiny                         |
| Göttkendorf                     | Gutkowo              |  | Nagladden                       | Naglady                  |  | Stolpen                              | Słupy                           |
| Gottken                         | Godki                |  | Nattern                         | Naterki                  |  | Stolzenberg (I) und Stolzenberg (II) | Piękna Góra Pieczewo            |
| Gradda 1930–1945 Ganglau, Forst | Grada                |  | Neu Bertung                     | Owczarnia                |  | Thalberg                             | Gradek                          |
| Gronitten                       | Gronity              |  | Neu Kockendorf                  | Nowe Kawkowo             |  | Thomsdorf                            | Tomaszkowo                      |
| Groß Bertung 1938–1945 Bertung  | Bartąg               |  | Neu Pathaunen                   | Nowe Pajtuny             |  | Trautzig                             | Track                           |
| Groß Buchwalde                  | Bukwałd              |  | Neu Schöneberg                  | Porbady                  |  | Forst Ustrich                        | Ustrych                         |
| Groß Kleeberg                   | Klebark Wielki       |  | Neumühle                        | Nowy Młyn                |  | Wadang                               | Wadąg                           |
| Groß Purden                     | Purda                |  | Nickelsdorf                     | Nikielkowo               |  | Wemitten                             | Wymój                           |
| Groß Trinkhaus                  | Trękus               |  | Passargental                    | Tomarynki                |  | Wengaithen                           | Węgajty                         |
| (Groß) Warkallen                | Warkały              |  | Pathaunen                       | Pajtuny                  |  | Forst Wienduga                       | Binduga                         |
| Grünmühle                       |                      |  | Patricken mit Neu Patricken     | Patryki                  |  | Wilhelmsthal                         | Wilimowo                        |
| Hermsdorf                       | Cegłowo              |  | Penglitten                      | Pęglity                  |  | Windtken                             | Wołowno                         |
| Hochwalde                       | Ługwałd              |  | Peterhof                        |                          |  | Woppen                               | Wopy                            |
| Jakobsberg                      | Jakubowo             |  | Piestkeim                       | Pistki                   |  | Woritten                             | Woryty                          |
| Jomendorf                       | Jaroty               |  | Polleiken                       | Polejki                  |  | Wyranden 1938–1945 Wiranden          | Wyrandy                         |
| Kainen                          | Kajny                |  | Posorten                        | Pozorty                  |  | Forst Zasdrocz 1938–1945 Neidhof     | Zazdrość                        |

### Pfarrer (1779–1945)
Zwischen 1779 und 1945 amtierten als Geistliche in der evangelischen Kirchengemeinde in Allenstein:
| - Reinhold Johann, 1779–1783 - Heinrich Reinhold Hein, 1783–1797 - Christian Leopold Stuber, 1797–1806 - Johann Gottlieb Brandt, 1807–1812 - Heinrich Schulz, 1812–1829 - Heinrich Schellong, 1830–1835 - Friedrich Eduard Stern, 1835–1848 - Friedrich Brachvogel, 1849–1859 - Alexander Paczynski, 1859–1868 - E. Albert Chr. Rud. Sapatka, 1868–1882 - Johannes Hassenstein, 1882–1915 - Otto Eugen Bierfreund, 1887–1888 - Friedrich Patschke, 1887–1890 - Georg Künstler, 1888–1891 | - Karl Friedrich Ferdinand Lott, 1893–1925 - Johannes Wien, 1906–1909 - Emil Nitz, 1909–1913 - Kurt Toball, ab 1912 - Ernst Wedemann, 1915–1937 - Johann Bertuleit, 1920–1922 - Wilhelm Finger, 1925–1945 - Hermann Löffler, 1926–1931 - Adalbert Schwede, 1931–1945 - Ernst Müller, 1933 - Heinrich Petereit, 1938 - Ernst Payk, 1938 - Hugo Buchholz, 1939–1941 - Friedrich Rzadtki, 1940–1945 |

Von 1992 bis 2018 amtierte an der Christus-Erlöser-Kirche in Allenstein Rudolf Bażanowski als Pfarrer von Olsztyn und Bischof der Diözese Masuren.

### Kirchenbücher (1779–1945)
Von den Kirchenbuchunterlagen der evangelischen Kirche in Allenstein bis 1945 haben sich erhalten und werden im Evangelischen Zentralarchiv in Berlin-Kreuzberg aufbewahrt:
- Taufen: 1779 bis 1944, Namensregister: 1779 bis 1920
- Trauungen: 1807 bis 1944, Namensregister: 1807 bis 1926
- Begräbnisse: 1779 bis 1799 und 1807 bis 1944, Namensregister: 1779 bis 1917
- Konfirmationen: 1788 bis 1800

Militärkirchenbuch:
- Bestattungen: 1914 bis 1919 und 1937 bis 1944.